# Aztechi

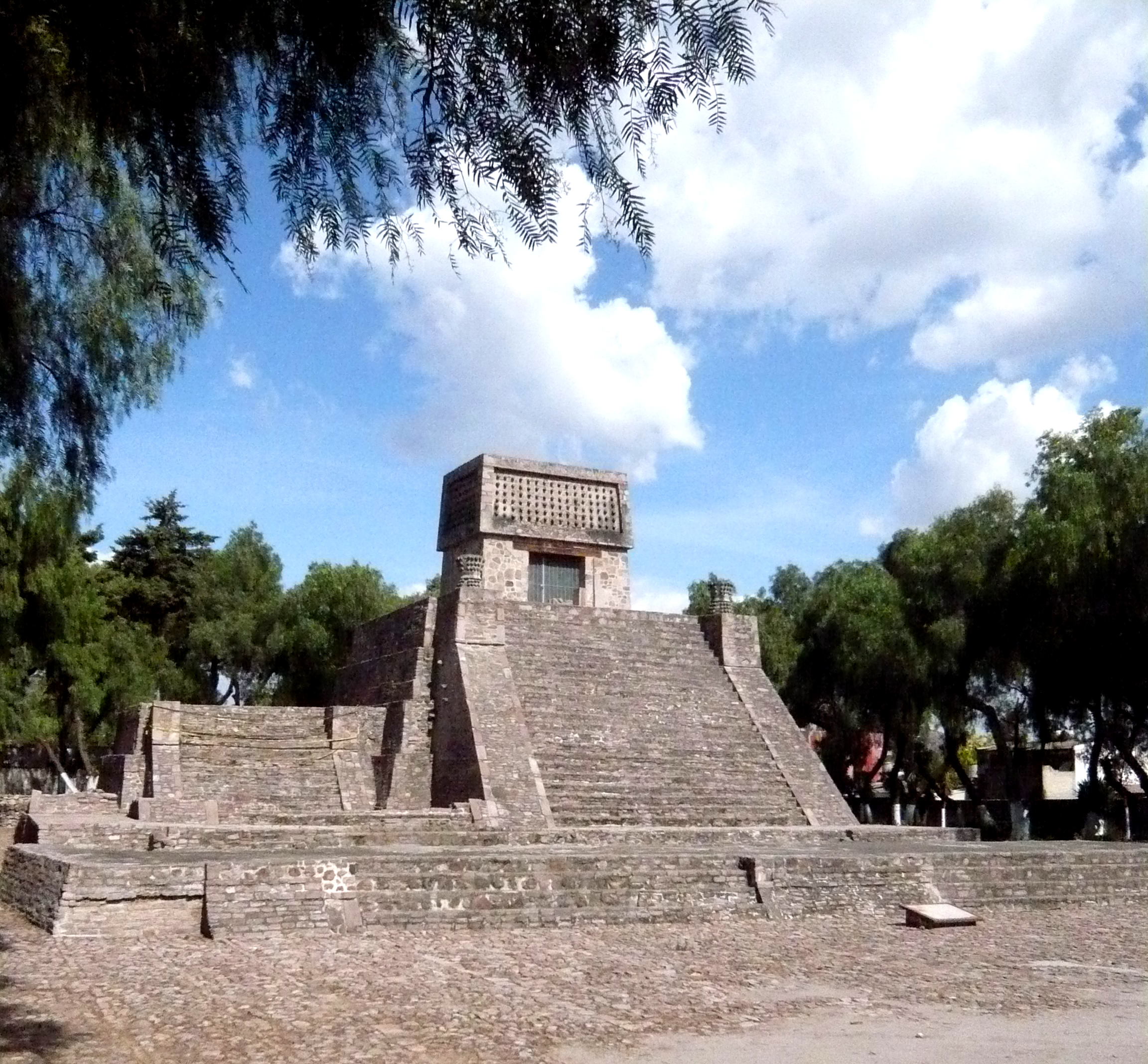
Piramide azteca a Santa Cecilia Acatitlan

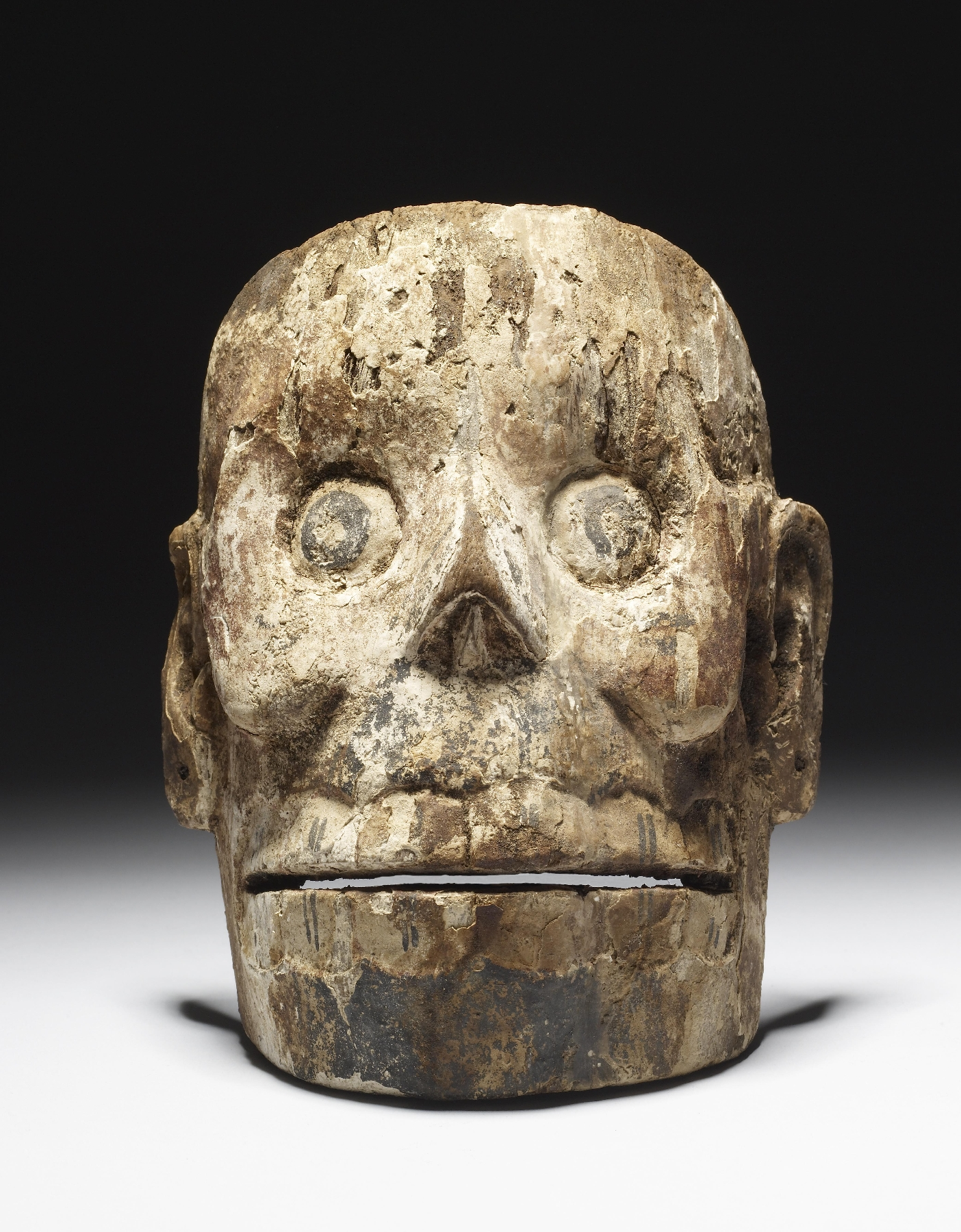
Maschera azteca in legno

I mexica (pron. mescìca; nahuatl: Mēxihcah [meːˈʃiʔkaʔ], singolare Mēxihcatl) o mexicas — meglio noti come aztechi nella storiografia occidentale — furono una delle grandi civiltà precolombiane, la più florida e viva al momento del contatto con gli spagnoli. Provenienti dalla California settentrionale, si insediarono nella regione mesoamericana dell'attuale Messico dal XIV al XVI secolo.
Il nome con cui essi stessi si indicavano è "Mexica" o "Tenochca", e non Aztechi, non a caso Mexica è tuttora il termine usato per definire i loro discendenti; il termine azteco è invece stato coniato solo molti secoli dopo dal geografo tedesco Alexander von Humboldt per distinguere queste popolazioni precolombiane dall'insieme dei messicani moderni. Spesso con il termine "azteco" (o, più raramente, "asteco") ci si riferisce esclusivamente al popolo residente a Tenochtitlán (dove oggi si trova Città del Messico), situata su un'isola del lago Texcoco (Messico), che faceva riferimento a se stessa come Mēxihcah Tenochcah [meːˈʃiʔkaʔ teˈnot͡ʃkaʔ] o Cōlhuah Mēxihcah [ˈkoːlwaʔ meːˈʃiʔkaʔ].
Talvolta il termine comprende anche gli abitanti delle due principali città-stato alleate di Tenochtitlan, gli Acolhua di Texcoco e i Tepanechi di Tlacopan, che insieme con i Mexica formavano la Triplice alleanza azteca spesso conosciuta come "impero azteco". In altri contesti, "azteco" può riferirsi a tutti i vari stati della città e dei loro popoli che hanno condiviso gran parte della loro storia etnica e tratti culturali con i Mexica, con gli Acolhua e con i Tepanechi e che spesso utilizzavano la lingua nahuatl come lingua franca. In questo senso si può parlare di una civiltà azteca comprensiva di tutti i modelli culturali comuni per la maggior parte dei popoli che abitarono il Messico centrale nel periodo tardo post-classico.
A partire dal XIII secolo, la Valle del Messico è stata il cuore della civiltà azteca; qui la capitale della Triplice alleanza azteca, la città di Tenochtitlan, fu costruita su isole nel lago Texcoco. La Triplice Alleanza formò un impero tributario che espanse la propria egemonia politica ben oltre la Valle del Messico, conquistando altre città di tutto il Mesoamerica. Al suo apice, la cultura azteca vantava ricche e complesse tradizioni mitologiche e religiose, oltre ad aver raggiunto la capacità di realizzare notevoli manufatti architettonici e artistici. Nel 1521 Hernán Cortés, conquistò Tenochtitlan e sconfisse la Triplice alleanza azteca che al momento si trovava sotto la guida di Montezuma II (vedi Conquista dell'impero azteco). Successivamente, gli spagnoli fondarono il nuovo insediamento di Città del Messico sul sito della capitale azteca in rovina; da qui poi procedettero con il processo di colonizzazione dell'America Centrale.
La cultura e la storia azteca sono conosciute principalmente attraverso le testimonianze archeologiche rinvenute negli scavi, come quello del famoso Templo Mayor a Città del Messico; da codici scritti su corteccia; da testimonianze oculari dei conquistadores spagnoli come Hernán Cortés e Bernal Díaz del Castillo; e soprattutto dalle descrizioni del XVI e XVII secolo della cultura e della storia scritti da ecclesiastici spagnoli e da letterati Aztechi, come il famoso Codice Fiorentino compilato dal frate francescano Bernardino de Sahagún con l'aiuto di informatori originari aztechi.

## Fonti storiche
Le vicende del popolo azteco sono narrate, oltre che nel Codice dello storico e religioso spagnolo Diego Durán, anche nell'Historia universal de las cosas de Nueva España, testo conosciuto come Codice fiorentino, l'unico a essere stato redatto - negli anni 1570 - in lingua spagnola e in lingua nahuatl da fra' Bernardino de Sahagún. Arricchito da illustrazioni e informazioni sulla cultura azteca, è una vera e propria enciclopedia sulla storia di un popolo. È conservato nella Biblioteca Medicea Laurenziana di Firenze.

## Le origini
Nella mitologia azteca, la leggenda vuole che i Mexicas fossero partiti da Aztlán per giungere dopo una lunga peregrinazione nel lago Texcoco. Il territorio era circondato da vulcani, i Mexicas vi si stabilirono e riuscirono a svilupparsi seppur sotto il dominio di Azcapotzalco, conquistando poi tutti gli altri popoli dell'America centrale, che servivano come mercenari. Dopo molti anni, nel 1325, su un isolotto nel lago di Texcoco (oggi prosciugato), gli Aztechi gettarono le fondamenta della loro capitale, Tenochtitlán, che espansero su palafitte inizialmente in legno, poi in pietra, e collegarono con la terraferma tramite un sistema di trasporti su canoe. Assunsero così un'impronta militare che li portò a sopraffare Azcapotzalco e a sottomettere progressivamente diverse tribù, in un crescendo che vide la nascita del più grande impero che fosse mai esistito nel centroamerica. Tenochtitlàn è diventata Città del Messico.

## Sacrifici umani

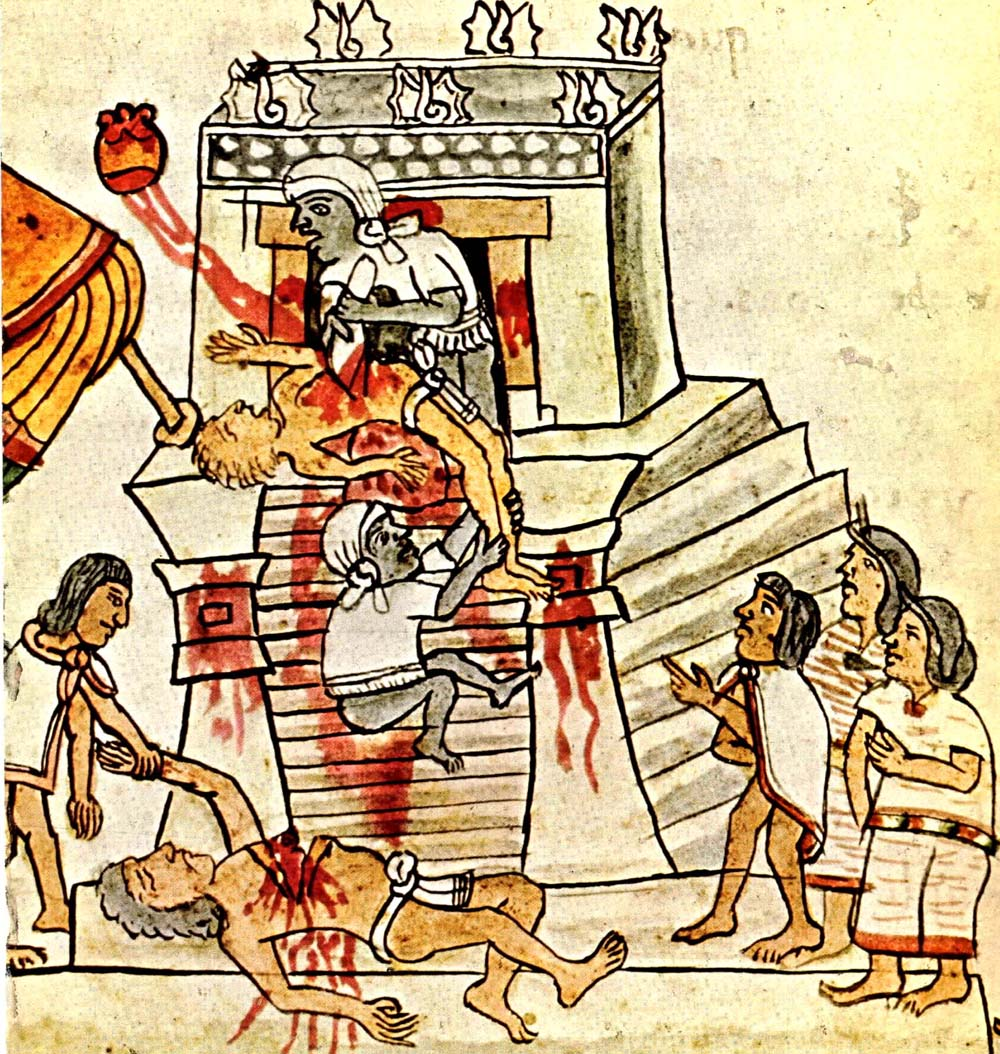
Un sacrificio umano a Nanauatzin

Un aspetto assai celebre e cruento della cultura azteca è la pratica del sacrificio umano, che, secondo le credenze azteche, era necessario per sfamare e placare gli dei. I grandi sacerdoti si richiamavano al mito delle origini, dove si afferma che gli dèi, dopo l'avvento del Quinto Sole (poiché, secondo questo popolo, il mondo era stato creato cinque volte e distrutto quattro, ogni epoca era chiamata "Sole") si erano dovuti sacrificare gettandosi nel fuoco, così gli uomini erano tenuti a seguire il loro esempio per mantenere vivi il calore, la luce e il movimento del sole.
Fonti degli Tlaxcaltecas, i principali nemici degli Aztechi ai tempi della conquista spagnola, affermano che alcuni di loro consideravano un grande onore l'essere sacrificati. Naturalmente la maggior parte delle vittime veniva uccisa con la forza (vedi sotto). In una leggenda, il guerriero Tlahuicole fu liberato dagli Aztechi, ma egli tornò indietro per morire con onore nel sacrificio rituale. I Tlaxcaltecas, del resto, praticavano a loro volta il sacrificio umano sui guerrieri aztechi catturati.
Qui di seguito è riportata la descrizione di Bernal Díaz del Castillo, uno dei conquistadores che assistette, impotente, al sacrificio dei compagni durante l'assedio di Tenochtitlán. Che la cosa avvenisse, più o meno, nel modo sotto descritto è confermato dai molti rilievi e dipinti che si trovano sia nei musei sia nelle piramidi.
I coltelli descritti come "di pietra" erano di ossidiana, estremamente taglienti ma fragili. Anche le loro armi erano fatte essenzialmente di questo materiale, che non poté competere con le leghe dei Conquistadores. Prima degli Aztechi, i Toltechi, tra il 950 e il 1150 d.C. sacrificavano bambini alla divinità della pioggia, Tlaloc. I prescelti erano i bambini che piangevano di più, in segno di gradimento a Tlaloc, ai quali venivano incise le vertebre.

## Mitologia

### La creazione del mondo
Poiché gli Aztechi fusero molte tradizioni con le loro, ebbero molti miti sulla creazione: secondo uno di essi ci sono state quattro grandi Ere prima del mondo attuale, ognuna di esse conclusasi con una catastrofe. La nostra Era - Nahui-Ollin, la quinta era o quinta creazione - è dovuta al sacrificio di un dio (Nanahuatzin, il più giovane degli dei), che in seguito al suo gesto fu trasformato nella Luna.
Tuttavia il Sole non si muoveva e tutti gli Dèi dovettero morire per far muovere il Sole. Così nacque la pratica del sacrificio umano.
Le ere precedenti sono raffigurate anche nella Piedra del Sol, il calendario azteco rinvenuto a Città del Messico.
Un altro mito descrive la Terra come la creazione di due divinità gemelle, Tezcatlipoca e Quetzalcoatl, che per crearla uccisero Cipactli. Tezcatlipoca perse un piede nel tentativo di uccidere Cipactli, e perciò tutte le rappresentazioni di questo dio lo raffigurano privo di un piede e con una protesi di piedi poco simile a un piede vero.

### Divinità

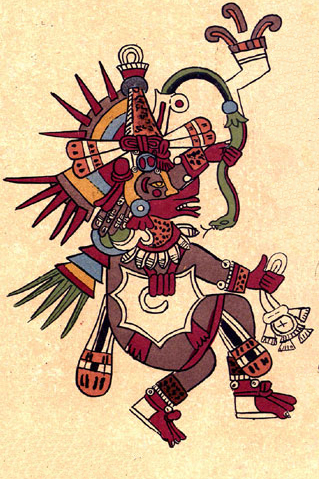
Quetzalcoatl in forma umana

Gli Aztechi seguivano una forma di politeismo molto complicata comprendente un grande numero di divinità.
Molto importante era il dio Quetzalcoatl, leggendario re Tolteco considerato padre della civiltà e colui che aveva introdotto numerose innovazioni sociali. Secondo la leggenda Quetzalcoatl sarebbe migrato dalla Mesoamerica a bordo di una nave con la promessa di tornare a guidare i popoli della zona dopo un certo lasso di tempo.
Secondo i frati spagnoli Quetzalcoatl era raffigurato con la barba che gli copriva il volto (questo è alquanto strano per i popoli della zona che in genere erano completamente glabri sul viso) e con la pelle bianca, cosa questa che secondo molti storici avrebbe indotto Montezuma II a pensare che Hernán Cortés fosse il dio al suo ritorno in patria e a non attaccare subito i conquistadores (cosa rivelatasi, però, una menzogna).
Secondo la Mitologia azteca Quetzalcoatl era contrario ai sacrifici umani e durante le feste in suo onore non avvenivano sacrifici umani. Spesso Quetzalcoatl veniva messo in contrapposizione con il dio Tezcatlipoca che rappresentava il suo gemello e il suo opposto.
Il dio nazionale degli Aztechi era Huitzilopochtli, nome che significa letteralmente "colibrì del Sud", che era dio della guerra e del sole. Originariamente di poca importanza nella cultura nahuatl, con il passare del tempo divenne sempre più importante, fino a diventare la divinità principale della religione azteca. In suo nome venivano celebrati sacrifici umani e feste soprattutto nel mese di Panquetzaliztli (dal 7 al 26 dicembre).

## Società Azteca

### Governo
L'impero Azteco fu un esempio di impero che si reggeva su metodi di governo indiretti. Come gran parte degli imperi europei, era composto da etnie diverse, ma diversamente dalla maggior parte degli imperi europei era più un sistema di tributi che un vero e proprio sistema di governo. Il sistema imperiale azteco era un impero informale o egemonico perché non esercitava un'autorità suprema sulle terre conquistate; semplicemente esigeva tributi da esse. Era anche un impero discontinuo perché non tutte le terre dominate erano in contatto l'una con l'altra; per esempio, le zone meridionali periferiche di Xoconochco non erano in contatto con il centro. La natura egemonica dell'impero Azteco può essere osservata nel fatto che i governanti locali venivano ripristinati nelle loro posizioni una volta che le loro città-stato venivano conquistate e gli Aztechi non interferivano con gli affari locali, fintantoché i tributi venivano pagati.
Anche se generalmente si parla di impero, la maggior parte delle terre all'interno dell'impero erano organizzate in città-stato, note come "altepetl" in lingua Nahuatl. Si trattava di piccole entità politiche rette da un re (tlatoani). Il Primo Periodo Azteco fu caratterizzato da crescita e competizione tra diversi altepetl. Anche dopo la costituzione dell'impero (1428) e l'inizio dell'espansione tramite conquiste, gli altepetl rimasero la forma principale di organizzazione a livello locale. L'efficace ruolo dell'altepetl come unità politica regionale fu ampiamente responsabile del successo della forma egemonica di controllo dell'impero.

### Classi sociali

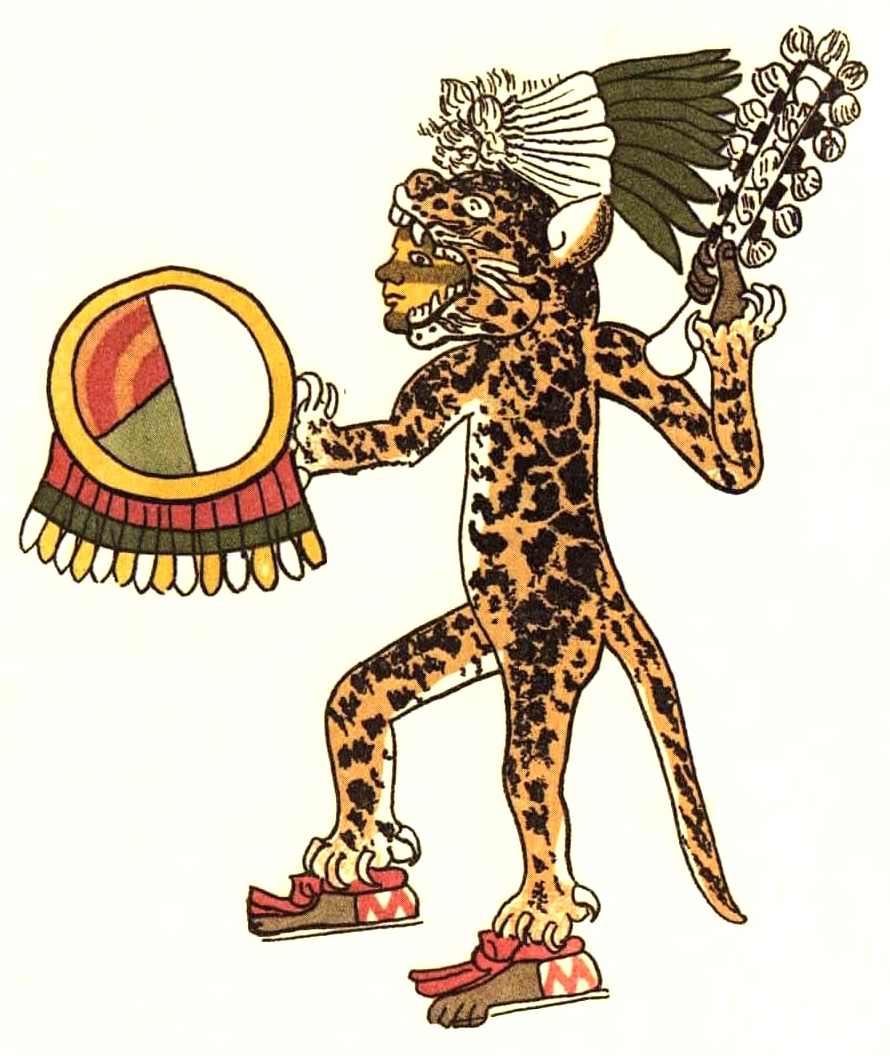
Guerriero giaguaro

La classe sociale di rango più elevato era composta dai pilli cioè dalla nobiltà. Originariamente questo titolo non era ereditario anche se i figli dei pilli potendo accedere a migliori risorse ed educazione potevano più agevolmente diventare a loro volta pilli. Più tardi il sistema delle classi sociali divenne ereditario.
Era compito di una nobiltà burocratica la gestione della amministrazione pubblica, che doveva occuparsi delle attività giuridiche, di quelle fiscali comprendenti l'esazione delle tasse, della assegnazione dei campi, di accertare l'approvvigionamento e la suddivisione delle raccolte, dei beni prodotti dagli artigiani e di contrattazione con i popoli vicini.
La seconda classe era composta dai mācehualli, di estrazione contadina. Eduardo Noguera stimò che nell'età più avanzata della civiltà azteca solo il 20% della popolazione si dedicava all'agricoltura e alla produzione di cibo. Il resto della società era composto da guerrieri, artigiani e mercanti. Per questo molti mācehuallis si dedicavano ad arti e mestieri. La loro importanza era in crescendo e a seconda dei beni posseduti, come terre, preziosi e cacao, si stava elevando al rango di una classe vicina a quella "imprenditoriale". I loro lavori erano un'importante fonte di guadagno per la città.
Anche gli schiavi o tlacotin costituivano una classe importante. Gli Aztechi potevano diventare schiavi a causa dei debiti, come punizione per dei reati come il furto e l'omicidio, o come prigionieri di guerra. Uno schiavo poteva avere possedimenti e addirittura possedere a sua volta schiavi. Gli schiavi potevano comprare la libertà e le schiave diventavano libere nel caso in cui avessero sposato il padrone o avessero avuto un figlio da lui. Solitamente alla morte del padrone gli schiavi che avevano servito in maniera migliore il padrone erano liberati, gli altri rientravano nell'eredità.
I mercanti viaggianti, chiamati pochteca erano una piccola ma potente classe sociale, poiché non solo facilitavano il commercio, ma comunicavano anche informazioni vitali da ogni parte dell'Impero. Erano spesso assunti come spie.
A tutte le nuove famiglie veniva concesso un pezzo di terra coltivato per il mantenimento, in cambio del pagamento di una tassa equivalente a un terzo del raccolto.

### Istruzione
Le fonti sono talmente abbondanti che abbiamo informazioni sull'educazione dei bambini sin dalla vita intrauterina. Sin dal momento del concepimento, nella testa del bambino, risiede il "Tonalli" (anima/destino) il quale si fortificherà con il bagno rituale. Dopo la nascita il bambino è protagonista di una serie di riti, il primo dei quali consiste, per i maschi, nel seppellire il cordone ombelicale nel campo di battaglia e per le femmine nei pressi della casa. Fino ai quattordici anni l'istruzione dei bambini era nelle mani dei loro genitori, ma sotto la supervisione delle autorità. Parte di questa istruzione era composta da un insieme di proverbi chiamato huēhuetlàtolli ("detti antichi"), che includeva gli ideali aztechi. Dall'analisi del linguaggio degli huēhuetlatolli pare che essi si siano evoluti nel corso di secoli.
A 15 anni tutti i ragazzi e le ragazze frequentavano la scuola. La classe sacerdotale era impegnata non solo nell'espletamento delle pratiche religiose, ma anche dell'educazione dei giovani nobili. I Mexica, uno dei gruppi etnici aztechi, furono uno dei primi popoli al mondo ad avere una istruzione base per praticamente tutti i ragazzi, senza differenze di sesso, rango sociale o economico. Vi erano due tipi di scuola: la telpochcalli, per studi pratici e militari, e il calmecac, per studi avanzati in scrittura, astronomia, politica, teologia, storia, e altre discipline. Queste due istituzioni sembrano essere simili a quello di altri popoli Nahua, portando alcuni esperti a credere che queste fossero più antiche della cultura azteca.
Gli insegnanti aztechi (i tlatimine) proponevano un regime di educazione "spartano" con lo scopo di formare un carattere stoico negli alunni.

## L'esercito azteco
L'esercito azteco era principalmente strutturato per catturare nemici da sacrificare e per ottenere il pagamento di tributi e non per l'eliminazione su larga scala del nemico o la conquista stabile di un territorio, che avvenivano di rado. Si trattava di un esercito generalmente poco evoluto o sofisticato, che non ha mai avuto a disposizione unità di cavalleria, poiché i cavalli erano loro sconosciuti o di artiglieria meccanica, senza contare il fatto che non erano dotati di armi da fuoco o di lame e corazze metalliche. Gli Aztechi avevano sviluppato infatti solo armi ricavate principalmente da pietre come l'ossidiana. Le loro armi principali erano in legno con affilate lame di ossidiana, come le macana o maquahitl. Tale materiale anche se molto tagliente ed efficace, era fragile e molto meno resistente delle armi in ferro o acciaio dei conquistadores. Si usava anche la dura giada per fare coltelli cerimoniali, la quale però non era diffusa per fare armi ma gioielli. Le protezioni erano piuttosto efficaci contro le loro proprie armi, ma molto meno efficaci contro quelle degli Spagnoli. Le armature per di più erano di cotone imbottito, e fornivano protezione da frecce e colpi indiretti ma poco potevano contro i proiettili degli archibugieri e il ferro o l'acciaio. Gli scudi, i chimalli, erano poco protettivi e più ornamentali, anche se comunque esistevano scudi più robusti. Si può valutare il vantaggio competitivo dell'esercito spagnolo se si tiene conto dello stadio tecnologico degli armamenti sopra descritto e del fatto che l'esercito spagnolo nel XVI secolo si collocasse fra i migliori, se non il migliore, della sua epoca. A tale superiorità tecnologica vanno aggiunte le spregiudicate astuzie strategiche di Cortès che indubbiamente devono aver colto di sorpresa quei popoli che come detto erano abituati nell'attività bellica a una scala di priorità di obiettivi che privilegiavano la cattura dei nemici anziché la loro distruzione.

## Arti

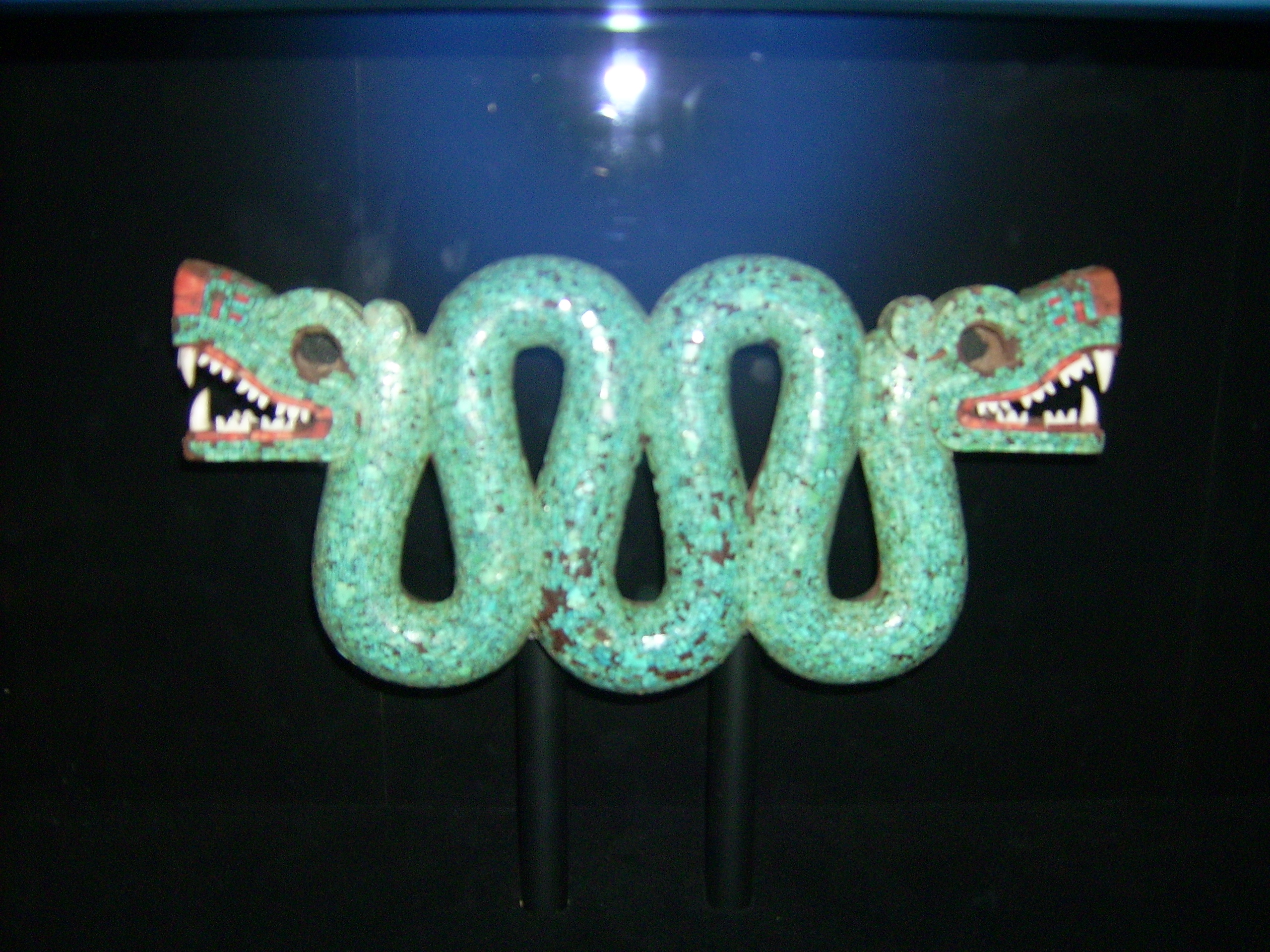
Un serpente in turchese a due teste, che probabilmente era usato come ornamento di una cassa durante le occasioni cerimoniali. L'ornamento è costituito da legno intagliato coperto di turchese, con conchiglie bianche e rosse usate per bocca e occhi. Fu probabilmente creata dai Mixtechi per gli Aztechi di cui erano tributari tra il 1400 e il 1521.

Maschera azteca, Roma, Museo etnografico

Canzoni e poesie erano molto importanti per gli Aztechi; vi erano rappresentazioni teatrali e gare poetiche nella gran parte delle feste azteche. Vi erano anche una sorta di rappresentazioni drammatiche che includevano attori, musicisti e acrobati.
La poesia era l'unica attività di un certo valore di cui si occupavano i guerrieri aztechi in tempo di pace. Un buon numero di queste poesie sono sopravvissute, essendo state raccolte durante l'epoca della conquista spagnola. In alcuni casi le poesie sono attribuite a poeti, come Netzahualcoyotl, tlatoani di Texcoco e Cuacuatzin, Signore di Tepechpan, ma se queste attribuzioni riflettano i reali autori è materia di discussione. Miguel León-Portilla, un noto studioso messicano di storia Azteca, crede che sia nella poesia che possiamo trovare il vero pensiero degli Aztechi, indipendente dalla ideologia "ufficiale".
È importante notare che gli Spagnoli classificarono molti aspetti della cultura Azteca/Nahuatl secondo lessico e organizzazione in categorie con cui si soleva distinguerli in Europa. Nello stesso modo in cui nella seconda lettera Cortés menzionava delle "mesquitas", cioè delle "moschee", allorché tentò di tradurre in parole l'impressione datagli dall'architettura Azteca, i primi coloni e missionari divisero i principali stili della letteratura nahuatl in "poesia" e "prosa". La "Poesia" era in xochitl in cuicatl un'espressione significante "il fiore e la musica" ed era divisa in generi diversi. Yaocuicatl era rivolto alla guerra e al dio (agli dei) della guerra, Teocuicatl agli dei e al mito della creazione, oltreché all'adorazione di questi, xochicuicatl ai fiori (un simbolo della poesia stessa e indicativo della grande metaforicità della poesia che spesso utilizzava la dualità per dare più linee di interpretazione del testo). La "Prosa" era tlahtolli, anch'esso con numerose sottocategorie.

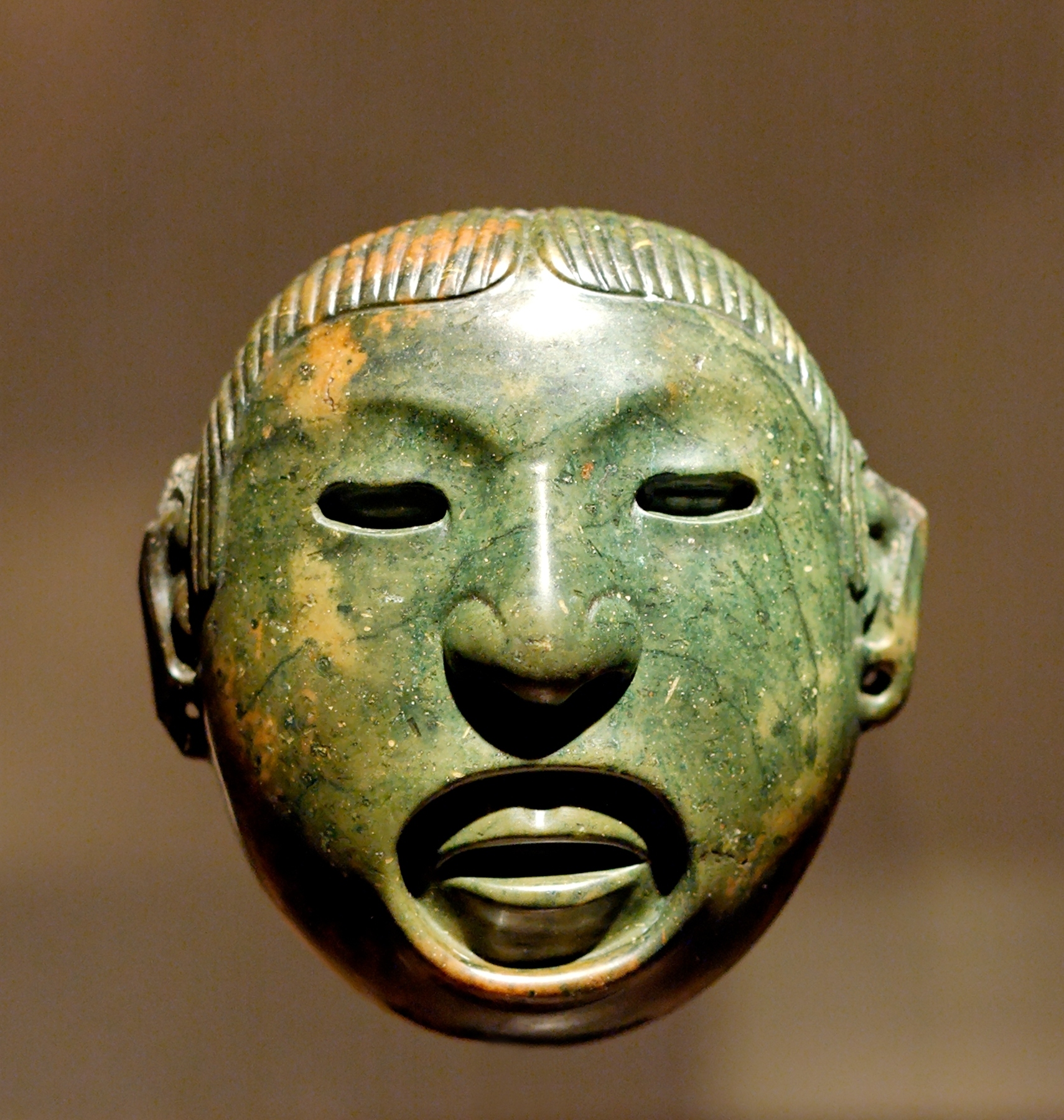
Maschera probabilmente usata nelle cerimonie del Dio Xipe Topec conservata al Louvre (1400-1521)

La più importante collezione di questi poemi è il Romances de los señores de Nueva España, raccolti a Texcoco nel 1582 probabilmente da Juan Bautista Pomar. Bautista de Pomar era il pronipote di Netzahualcoyotl, parlava il Nahuatl ma era Cristiano e scriveva con caratteri Latini.
Il popolo Azteco inoltre amava le rappresentazioni drammatiche, una sorta di teatro. Alcune opere erano comiche, con musica e acrobati, altre raccontavano la storia degli dei. Dopo la conquista le prime chiese aprirono cappelle riservate a questo genere di rappresentazioni. Recitate in Nahuatl e scritte da indigeni convertiti, furono un importante strumento per la conversione alla Cristianità da parte delle masse, e possono essere ritrovate anche oggi sotto forma di pastorali che sono rappresentate durante il Natale per mostrare l'adorazione del bambin Gesù e di altri passaggi Biblici.
Nella scultura, come d'altronde nell'architettura, gli Aztechi furono inizialmente seguaci dei Toltechi, da cui derivarono alcune raffigurazioni tipiche, ma in un secondo tempo acquisirono una loro originalità e una maturità stilistica, grazie allo sviluppo di un forte senso di massa e volume, che li allontanò sia dal naturalismo degli Olmechi sia dal geometrismo di Teotihuacan. Le caratteristiche peculiari della scultura locale furono la monumentalità e la rappresentazione religiosa che superava, per importanza, qualsiasi esigenza estetica. Pochi sono i frammenti delle sculture decoranti i templi-piramidi giunti fino ai nostri giorni, ma nonostante questo, è noto che uno dei temi dominanti nella scultura era quello del rettile, in quanto, quest'ultimo incarnava i fenomeni astronomici e atmosferici; inoltre la sua raffigurazione era più realistica rispetto al passato e spesso veniva unita a tratti umani. Altre sculture, come quella della dea Tlazolteotl, mostravano, invece, un carattere drammatico notevolmente accentuato, trasmesso all'arte dalla visione cupa e fatalistica della vita che avevano gli Aztechi. Tra gli altri attributi della scultura vi sono una acuta attenzione del particolare, una sensibilità del disegno e l'uso di figure simboliche che descrivevano fatti storici: si ricordano la Pietra di Tízoc, ossia un grande monolito posto davanti al tempio di Tenochtitlàn per celebrare le conquiste degli antichi re aztechi, e la Pietra Solare, un enorme disco scolpito con segni simboleggianti gli elementi dell'universo e del tempo che evidenzia la profondità del culto solare.
Tra le altre attività artistiche, erano molto sviluppate quelle artigianali, atte alla produzione, prevalentemente, di vasi di ossidiana e di specchi frutto dell'accostamento di frammenti di pirite in una tavoletta di legno. L'arte del mosaico realizzò anche mirabili maschere ornate con giada e turchese. Oltre alle diffuse e pregevoli attività tessili e di oreficeria, non bisogna trascurare la lavorazione della ceramica, che promosse varie fasi di innovazione creativa e vari utilizzi, dai vasi ornamentali ai fornelli e agli strumenti della filatura.

### Architettura
Uno degli aspetti più sorprendenti della civiltà azteca era rappresentato dalle loro conquiste in campo architettonico. Le città erano ricche di grandi templi e palazzi - nella capitale Tenochititlan fino a 80 edifici di grandi dimensioni, ognuno con uno scopo differente. I templi erano consacrati a specifici dei e usati per attività quali cerimonie religiose, purificazioni e uccisioni di prigionieri. Molti templi erano dedicati ai sacrifici umani, alcuni per numeri ridotti di vittime, altri per sacrifici in massa.
Gli edifici aztechi mostravano una simmetria atipica e utilizzavano tutte le risorse naturali circostanti, adattandosi a diversi terreni - alcuni furono edificati sulla roccia o sopra i fiumi. Inoltre, gli Aztechi costruivano sopra strutture precedenti - ad esempio, un tempio nuovo al di sopra di uno più antico. Il palazzo più imponente nella capitale azteca era quello imperiale, non solo per dimensioni ma anche per complessità strutturale - con un gran numero di stanze - e per la ricchezza estetica, con dipinti, incisioni, pannelli dorati e scale di marmo.
Anche le case della gente comune erano abbastanza avanzate da un punto di vista architettonico. Tutti gli abitanti, sia i nobili sia membri del popolo, avevano un'abitazione costituita da due edifici. Il primo conteneva una stanza, divisa in quattro aree: una per dormire, una cucina, un altare di famiglia e uno spazio adibito alla discussione. Nel secondo edificio vi era un bagno di vapore, ritenuto molto terapeutico. 
Al giorno d'oggi, è rimasto molto poco dell'architettura azteca; tuttavia, le restanti rovine testimoniano le notevoli conoscenze architettoniche di quella civiltà.

### Divertimenti
Come nel Messico moderno, gli Aztechi avevano una grande passione per i giochi con la palla; si trattava del tlachtli. Il gioco si disputava con una palla di gomma molto solida - chiamata holli - grande più o meno come una testa umana. I giocatori colpivano la palla con le anche, le ginocchia e i gomiti; dovevano far passare la palla attraverso un anello di pietra per vincere automaticamente la partita; tuttavia, si potevano anche accumulare punti colpendo dei segni sui muri.
Nelle città azteche c'erano varie costruzioni specificamente adibite a questo gioco. Esistevano inoltre le scommesse sportive. I poveri potevano scommettere il cibo, i pilli (i nobili) i loro averi, i tecutlis (i capi) le loro concubine o perfino delle città; coloro che non possedevano nulla potevano giocarsi la loro libertà e rischiare di diventare schiavi. Gli Aztechi praticavano anche giochi da tavolo, come il totoloque; Bernal Diaz riporta che Cortés e Montezuma II giocarono a totoloque.

### Medicina
Prima della conquista, la cultura azteca aveva un modo olistico di spiegare le malattie; credevano che queste fossero provocate da cause soprannaturali o religiose, da cause magiche o da cause naturali.
Le malattie inviate dalle divinità, si riteneva, erano la punizione per un'offesa; il malato doveva consultare uno specialista che gli avrebbe indicato quale divinità aveva offeso e quali rituali erano necessari per placarla. I rituali comprendevano offerte, espiazioni e preghiere. Per conoscere il modo di calmare il dio offeso, lo specialista ricorreva all'assunzione di allucinogeni.
Malattie provocate dalla magia erano lanciate da un mago in grado di scagliare incantesimi o maledizioni - considerate alla stregua della magia nera. Per curare una simile malattia, era necessario un dottore (tlictil), che praticasse i rituali di magia bianca necessari per allontanare la maledizione.
Le cause naturali per le malattie erano ad esempio le ferite di guerra, le cadute, il mal di testa, la nausea, le infezioni. In questo caso, gli Aztechi ricorrevano alle loro conoscenze erboristiche, basate sull'uso di più di 100 erbe dal potere curativo, spesso combinate tra loro. Mancavano, in ogni caso, trattamenti standard - non c'erano metodi ritenuti intrinsecamente migliori degli altri. Anche le ferite erano curate; ad esempio, in caso di frattura di un osso, questo veniva immobilizzato. Veniva praticata anche una rudimentale chirurgia eseguita con strumenti di ossidiana.
I funghi psichedelici erano legati a riti sacri degli Aztechi.

### Gravidanza
La gravidanza, per le donne, era considerata come una sorta di battaglia da portare a termine con successo, infatti la medesima considerazione era riservata ai soldati. La gravidanza era l'occasione per coinvolgere tutta la famiglia. Accertata la gravidanza, la donna veniva affidata a una tlamatlquiticitl, una levatrice che seguiva la donna durante tutta la gravidanza. Le donne di alto ceto potevano avere anche due o tre tlamatlquiticitl, ma solitamente era una sola. Questa forniva consigli medici ma anche di carattere religioso e morale. La levatrice suggeriva alla donna di non portare pesi, di non dormire di giorno, di non prendere bagni caldi e, almeno per alcuni mesi, di avere frequenti rapporti sessuali col marito, perché solo così il piccolo sarebbe nato sano e forte. Al momento del parto, la levatrice lavava la donna, le faceva fare una sauna in temazcal, un locale attiguo alla casa dove il vapore veniva ricavato versando un infuso di erbe medicinali su pietre roventi. In questo modo la donna si rilassava e si accelerava il parto. La levatrice stava sempre accanto alla puerpera massaggiandole l'addome; questo aveva lo scopo di verificare le contrazioni e di far rilassare la puerpera. In una fase precedente, 7º-8º mese, la puerpera poteva anche tentare di modificare la posizione del feto in utero, qualora questa fosse anomala. Quando le contrazioni uterine aumentavano di intensità, alla donna veniva somministrato un infuso di cihuapatl, un'erba che stimolava le contrazioni uterine, utile per accelerare il parto ma anche la successiva espulsione della placenta. Se nonostante tutto, la donna non riusciva a partorire, la levatrice le somministrava un infuso di coda di tlacuatzin, l'opussum.
Per partorire, la donna assumeva una posizione accovacciata perché la gravità aiutasse la fuoriuscita del feto. In caso di fallimento, la levatrice estraeva il feto con un coltello di pietra. Gli Aztechi credevano che l'anima del bambino morto raggiungesse una sorta di Giardino dell'Eden in cui cresceva un albero dalle foglie a forma di mammelle con cui il bambino poteva allattare. I bambini morti sarebbero poi tornati sulla terra, ma solo quando la razza abitatrice fosse sparita.
Se era invece la madre a morire, le venivano tributati onori come a un guerriero caduto in battaglia. Anche in questo caso si riteneva che l'anima della donna andasse alla Casa del Sole, il Paradiso dei guerrieri. Dopo il parto, la levatrice recideva il cordone ombelicale. Se il nato era un maschio, il cordone veniva affidato a un guerriero perché lo seppellisse in un campo di battaglia; in tal modo si propiziava il futuro da guerriero del bambino. Levatrice e nonni del bambino dovevano recitare delle formule contenute degli Huehuetlahtolli, i cosiddetti "Libri delle Parole Antiche", raccolte di massime trasmesse di padre in figlio. Se era femmina, il cordone veniva sepolto vicino alla casa del padre per propiziare il futuro di sposa e madre. Anche per la femmina venivano recitate formule propiziatorie dai Libri delle Parole Antiche. Fondamentale era poi la scelta del nome. Il padre comunicava ai sacerdoti la nascita e questi consultavano il Tonalamatl, una sorta di almanacco che permetteva loro di stabilire se il bambino era nato sotto buono o cattivi auspici. Nel primo caso si procedeva all'assegnazione immediata del nome durante il bagno rituale (battesimo); diversamente si doveva attendere il primo giorno propizio dopo il parto, ma non oltre le due settimane. In questo modo il giorno propizio contrastava gli effetti negativi della nascita. Gli Aztechi consideravano nefasti gli ultimi cinque giorni del loro anno solare (a cavallo tra gennaio e febbraio). In questo caso il battesimo veniva posticipato all'anno nuovo.

### Relazioni con altre culture mesoamericane
Gli Aztechi ammiravano l'abilità manuale dei Mixtechi tanto da importare a Tenochtitlan artigiani e chiedevano che venissero realizzati oggetti in stile Mixteco. Gli Aztechi ammiravano anche i codici dei Mixtechi, così che alcuni vennero realizzati su commissione degli Aztechi da questi. In epoche più avanzate le donne cominciarono a portare vesti importate dai Mixtechi, cioè il quexquemetl. Questo abito era motivo di invidia tra le donne che non si potevano permettere costosi abiti importati.
La situazione era analoga in molti aspetti alla cultura Fenicia che aveva importato e migliorato la propria arte grazie all'incontro con le culture delle zone limitrofe.
Gli archeologi solitamente non hanno difficoltà a individuare artefatti propriamente Aztechi e Mixtechi, tuttavia, in alcuni casi, l'identificazione di alcuni oggetti realizzati dai Mixtechi per l'esportazione verso l'area Azteca, la classificazione diventa più incerta.

## Città
La capitale dell'Impero Azteco era Tenochtitlán, situata dove oggi sorge Città del Messico.
Costruita su alcuni isolotti del Lago Texcoco, oggi quasi prosciugato, la planimetria della città si basava su uno schema simmetrico che divideva la città in quattro sezioni, era inoltre attraversata da canali utilizzati per il trasporto.
Le case erano costruite con legno e mattoni di argilla con tetti di canne, mentre le piramidi, i templi e i palazzi erano solitamente fatti di pietra.
Ai tempi dell'arrivo degli spagnoli il territorio di Tenochtitlán era suddiviso in quattro sezioni principali, raggruppate in centri amministrativi locali chiamati calpulli. Ogni unità locale nominava i propri capi militari, religiosi e civili nel rispetto della volontà dei rappresentanti dei calpulli manifestata nelle assemblee.
L'antropologo Eduardo Noguera stima basandosi sul conteggio delle case una popolazione di 200.000 abitanti, aggiungendo anche la popolazione di Tlatelolco (inizialmente città indipendente, venne poi inglobata da Tenochtitlan). Se nel conteggio si includono anche le isole e le sponde del lago giungiamo a un numero che va dai 300.000 ai 700.000 abitanti.